# Club Cristóbal Colón
El Club Cristóbal Colón, también conocido como Cristóbal Colón de Ñemby, es un club de fútbol de Paraguay de la ciudad de Ñemby en el Departamento Central. Fue fundado el 12 de octubre de 1925 y milita en la Tercera División del fútbol paraguayo.

## Historia

### La época en la liga regional
Luego de su fundación el club fue incorporado a la Liga Regional del Sud de Fútbol, en la cual lograría el título en 12 ocasiones. En la misma, protagonizaba el clásico de la ciudad de Ñemby, con el Fulgencio Yegros.
Los primeros títulos regionales los obtuvo en los años 1952 y 1956, pero su gran logro fue el octocampeonato de 1982 a 1989. Además, en 1988 ganó la copa de campeones de la IV Región Deportiva, una de las más difíciles de la Unión del Fútbol del Interior.
En 1991 repitió el título regional de su liga y de nuevo en el 2007.
En 1984 ganó el III Campeonato Sudamericano Interior, realizado en Maldonado, Uruguay.

### Accede a las competencias de la APF
En el 2008 fue aceptado en la Primera División C cuarta división de la Asociación Paraguaya de Fútbol, como club destacado en la liga regional de las ciudades de Ñemby, Villa Elisa y San Antonio, además de ser el último campeón y su ubicación en el área metropolitana a escasos minutos de la capital Asunción.
Ese mismo año, en su primera incursión en la división logró con 26 puntos ubicarse en el segundo lugar del grupo A (formado por 8 clubes), esto le permitió avanzar al cuadrangular final, en el cual ganó 4 partidos, empató 2 y no perdió ninguno. Con esto se coronaba como campeón y obtenía el ascenso directo a la Primera B, tercera categoría del fútbol paraguayo.
En el 2009, en su primera participación en la Primera B, acabó en el sexto lugar entre 11 clubes.
Para el 2010 mejoró su desempeño y entre 10 equipos alcanzó el 3° lugar (compartido con 29 de Setiembre).
En la temporada 2011 de la Primera B termina en la quinta posición de 12 equipos, cosechando 31 puntos ubicándose a 16 puntos del campeón.
En la temporada 2012 de la Primera B termina en la mitad de tabla, sexta posición de 12 equipos, cosechando sólo 28 puntos ubicándose a lejos 15 puntos del campeón y de las opciones de ascenso.
En la temporada 2013 de la Primera B termina en la quinta posición de 14 equipos, cosechando 42 puntos ubicándose a 9 puntos del campeón.

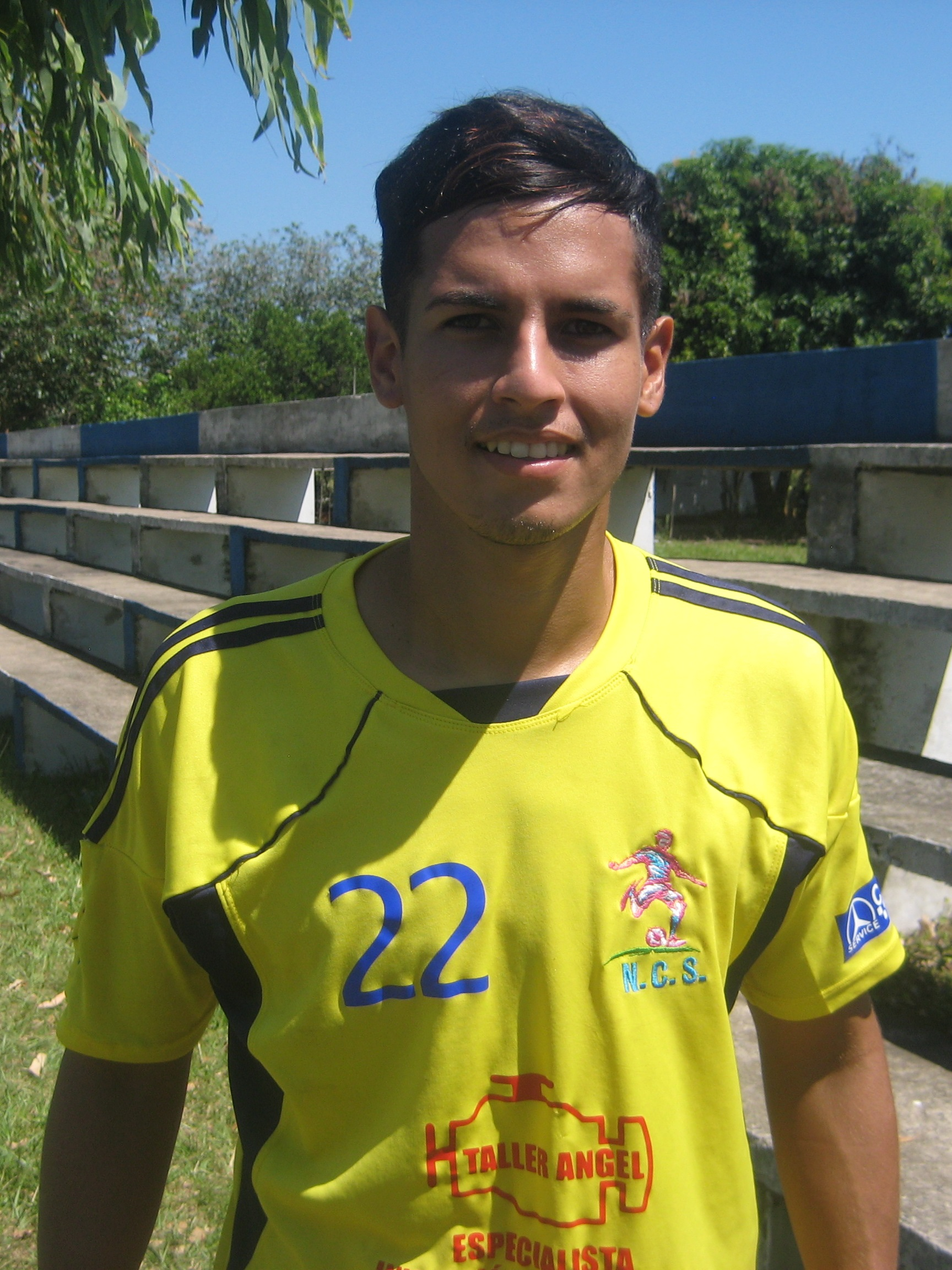
David Gilberto Castro de nacionalidad paraguaya pasó por Colón en la Temporada 2014 y 2019.

En la temporada 2014 de la Primera B se consagró campeón, y obtuvo su ascenso a la División Intermedia.
En la temporada 2015, su primera temporada en la División Intermedia el club tuvo un buen rendimiento, estando siempre alejado de los últimos lugares de la tabla de promedios, finalmente ocupó el 9º lugar de la clasificación.  
En la temporada 2016 de la División Intermedia, el club no pudo repetir una buena campaña y terminó en el 14° puesto de la tabla de posiciones y empató en el antepenúltimo lugar de la tabla de promedios con el club Ovetense, con quien tuvo que disputar un partido de desempate por la permanencia, ya que tres son los clubes que descienden. El partido de desempate fue disputado en el estadio Defensores del Chaco y tras empatar el encuentro 2-2, el club finalmente descendió al perder en la tanda de penales. Así en la temporada siguiente volverá a la Primera División B (tercera división).
En la temporada 2017 de la Primera División B, el club culminó en el noveno puesto de la tabla de posiciones. 
En la temporada 2018 de la Primera División B, el club de nuevo culminó en el noveno puesto de la tabla de posiciones. En la Copa Paraguay no pudo pasar la fase clasificatoria de su categoría.

## Presidentes
El primer presidente del club fue el reconocido líder de la ciudad Pablo Patricio Bogarin.
Durante los años de 1980 y a comienzos de los años de 1990 estuvo presidido por Rubén Lombardo Bogarín.
Durante la presidencia de Nicolás Benítez ganó el título regional del 2007 y luego de la Primera C.

## Uniforme
- Uniforme titular: Camiseta amarilla y roja a rayas horizontales, pantalón rojo, medias amarillas y rojas (rayas horizontales).

El Club Lleva esos colores debido a que Cristóbal Colón era nacionalidad española ya que la bandera tiene de color rojo y amarillo

## Estadio
El estadio del club lleva el nombre de su primer presidente, Pablo Patricio Bogarín.

## Palmarés

### Torneos nacionales
| Torneos nacionales oficiales | Torneos nacionales oficiales | Torneos nacionales oficiales |
| Competición                  | Títulos                      | Subcampeonatos               |
| ---------------------------- | ---------------------------- | ---------------------------- |
| Tercera División             | 2014                         |                              |
| Cuarta División              | 2008                         |                              |

| Torneos regionales                                | Torneos regionales                                                                   | Torneos regionales |
| Competición                                       | Títulos                                                                              | Subcampeonatos     |
| ------------------------------------------------- | ------------------------------------------------------------------------------------ | ------------------ |
| Torneo de la Cuarta Región Deportiva de la U.F.I  | 1988                                                                                 |                    |
| Torneo de la Liga Regional del Sud de Fútbol (12) | 1952, 1956, 1982, 1983, 1984, 1985, 1986, 1987, 1988, 1989 (Octocampeón), 1991, 2007 |                    |